# VIB Sports
L'equip VIB Sports (codi UCI: VIB) és un equip ciclista professional de Bahrain amb categoria continental. Creat el 2017, competeix principalment als circuits continentals de ciclisme.

## Principals victòries

### Grans Voltes
- Tour de França
  - 0 participacions

- Giro d'Itàlia
  - 0 participacions

- Volta a Espanya
  - 0 participacions

## Classificacions UCI
L'equip participa en les proves dels circuits continentals.
UCI Àfrica Tour
| Temporada | Classificació per equips | Millor ciclista en la classificació individual |
| --------- | ------------------------ | ---------------------------------------------- |
| 2017      | 4t                       | Soufiane Sahbaoui (11è)                        |
| 2018      | 5è                       | Ali Nouisri (7è)                               |

UCI Àsia Tour
| Temporada | Classificació per equips | Millor ciclista en la classificació individual |
| --------- | ------------------------ | ---------------------------------------------- |
| 2017      | 81è                      | Sayed Ahmed Alawi (386è)                       |
| 2018      | 80è                      | Gabriel Reguero (213è)                         |
| 2019      | 8è                       | Ahmad Wais (225è)                              |

UCI Europa Tour
| Temporada | Classificació per equips | Millor ciclista en la classificació individual |
| --------- | ------------------------ | ---------------------------------------------- |
| 2018      | 140è                     | Gabriel Reguero (1.814è)                       |